# Resolució 1011 del Consell de Seguretat de les Nacions Unides
La Resolució 1011 del Consell de Seguretat de les Nacions Unides fou adoptada per unanimitat el 16 d'agost de 1995. Després de recordar les resolucions 918 (1994),
997 (1995) i 1005 (1995) sobre la situació a Ruanda, el Consell va suspendre l'embargament d'armes contra el Govern de Ruanda.
El Consell de Seguretat va rebre un informe del Secretari General Boutros Boutros-Ghali sobre el control de les restriccions a la transferència d'armes i sobre el progrés de la Missió d'Assistència de les Nacions Unides a Ruanda. La possessió d'armes entre la població era un important factor desestabilitzador a la regió dels Grans Llacs d'Àfrica. Zaire havia proposat una comissió internacional sota els auspicis de les Nacions Unides per investigar les armes proporcionades a les antigues forces del govern de Rwanda. La inscripció i marcatge d'armes controlaria i reforçaria les restriccions.
Hi va haver preocupació per les incursions a Ruanda d'elements de l'antic règim i va subratllar la necessitat d'adoptar mesures efectives per garantir que els nacionals ruandesos als països veïns no poguessin dur a terme activitats o rebre armes per desestabilitzar el país. Totes les seccions de la població ruandesa, excepte les que participaren en el genocidi, havien de començar les converses. Ruanda va exigir que s'aixequés l'embargament d'armes contra el govern de Rwanda per assegurar la seguretat de la seva gent. Es va recordar que originalment l'embargament d'armes estava vigent per evitar l'ús d'armes i equips en les massacres de persones innocents. Ja es va decidir reduir la mida de la UNAMIR i que el govern de Ruanda era responsable de la seguretat de la població.
El Consell va cridar l'atenció sobre el sistema jurídic de Ruanda, en particular l'amuntegament, la manca de jutges, la detenció de menors i la manca d'un poder judicial. En aquest sentit, es van acollir amb satisfacció els esforços de les Nacions Unides i els donants en col·laboració amb Ruanda per millorar la situació.
Es va demanar al secretari general que al més aviat possible formulés recomanacions sobre una Comissió per investigar els fluxos d'armes a les antigues forces del govern de Rwanda a la regió dels Grans Llacs. Al mateix temps, es va demanar a Rwanda i als seus veïns que cooperessin amb la Comissió. En un mes, Boutros-Ghali va informar sobre els preparatius per convocar la Conferència regional sobre Seguretat, Estabilitat i Desenvolupament i la repatriació dels refugiats. Es va demanar al govern de Ruanda de crear una atmosfera de confiança i confiança per aconseguir un retorn segur dels refugiats i resoldre els problemes humanitaris a les seves presons.
Actuant en virtut del Capítol VII de la Carta de les Nacions Unides, el Consell va decidir llavors que l'embargament d'armes contra el govern de Ruanda quedés suspès fins l'1 de setembre de 1996, a través d'una sèrie de punts d'accés al país, dels quals en serien notificats els Estats membres. Després d'aquesta data, les restriccions d'armes contra el govern de Ruanda es cancel·larien. Es va prohibir l'enviament d'armes a grups que no fossin al govern de Ruanda i es va impedir la revenda de les armes. En aquest sentit, els països que subministrin armes a Ruanda hauran de notificar al Comitè establert per la Resolució 918. Es va demanar al secretari general que en un termini de sis mesos i després informés sobre aquests subministraments.